# Дружна-1
Дружна-1 (рос. Дружная-1, спочатку Дружна) — радянська сезонна антарктична база, що знаходилася на льодовику Фільхнера, на узбережжі моря Ведделла.

## Загальна інформація
Станція «Дружна» була заснована наприкінці грудня 1975 року. У ході пошуків місця для цієї бази проводилися дослідження на шельфових льодовиках Фільхнера та Ронне та прилеглих до них горах. «Дружна» розташувалася у льодовику Фільхнера, за 1,5 км від краю шельфового льодовика. Як правило, станція працювала тільки в літній сезон, а на зиму її консервували та залишали до наступного літа.
На узбережжі було обладнано причал для транспортних суден, які доставляли на станцію все необхідне. На території станції знаходилося 16 житлових будинків, а також лазня, електростанція, радіостанція, кают-компанія, склад та інші приміщення.
У період проведення 24 Радянскокої астрономічної експедиції саме на цій станції базувалися радянські вчені під керівництвом геологів Короткевича, Артемьєва та Сєдова. Вчені провели геолого-геофізичні та геодезичні дослідження льодовиків Фільхнера та Ронне. Було проведено геологічну зйомку хребта Нептьюна. На височини Беркнер проводилися авіадесантна геофізична зйомка та радіолокаційне зондування льодовикового покриву.
Перейменовано на Дружну-1 після того, як у 1982 році було створено базу Дружна-2.
У літній сезон на базі було понад 150 осіб. На зимовий період її консервували та залишали до наступного сезону.
У червні 1986 року частина льодовика, у якому перебувала «Дружна», відкололася і була віднесена до океану. Незабаром до Антарктиди було послано рятувальну експедицію. Похована під снігами станція була знайдена у лютому наступного року. Айсберг A23a був виявлений у морі кораблем «Капітан Кондратьєв». Обладнання станції та збірні конструкції були доставлені повітрям на побудовану в 1987 році недалеко від миса Норвегія радянську станцію Дружна-3.